# 102-га піхотна дивізія (Третій Рейх)
102-га піхотна дивізія (Третій Рейх) (нім. 102. Infanterie-Division) — піхотна дивізія Вермахту за часів Другої світової війни.

## Історія
102-га піхотна дивізія була сформована 15 грудня 1940 року у II військовому окрузі (нім. Wehrkreis II) під час 12-ї хвилі мобілізації Вермахту на базі низки частин 8-ї та 28-ї піхотних дивізій.

## Райони бойових дій
- Німеччина (грудень 1940 — травень 1941);
- Генеральна губернія (травень — червень 1941);
- СРСР (центральний напрямок) (червень 1941 — серпень 1944);
- Польща (серпень 1944 — січень 1945);
- Німеччина (Східна Пруссія) (січень — березень 1945).

## Командири
- генерал-майор Йон Ансат (нім. John Ansat; 10 грудня 1940 — 9 грудня 1941);
- генерал-майор Горст Гроссманн (нім. Horst Großmann; 10 грудня 1941 — 21 січня 1942);
- генерал-майор Альбрехт Баєр (нім. Albrecht Baier; 1 лютого — 10 березня 1942);
- генерал-майор Вернер фон Ресфельд (нім. Werner von Räsfeld; 10 березня — 30 квітня 1942);
- генерал-майор, з 16 жовтня 1942 року — генерал-лейтенант Йоганнес Фріснер (нім. Johannes Frießner; 1 травня 1942 — 19 січня 1943);
- оберст, з 1 квітня 1943 року — генерал-майор Отто Гітцфельд (нім. Otto Hitzfeld; 20 січня — 4 листопада 1943);
- оберст, з 1 лютого 1944 року — генерал-майор, з 1 серпня 1944 року — генерал-лейтенант Вернер фон Беркен (нім. Werner von Bercken; 10 листопада 1943 — 4 квітня 1945);
- оберст Людвіг (нім. Ludwig) (квітень 1945).

## Нагороджені дивізії
Нагороджені дивізії
|  | Кавалери Золотого Німецького Хреста                                                                      | 112                                        |
|  | Кавалери Лицарського хреста Залізного хреста з Дубовим листям                                            | 1 (№ 745 оберст Фріц Клазінг — 19.02.1945) |
|  | Кавалери Лицарського хреста Залізного хреста                                                             | 20                                         |
|  | Кавалери Лицарського хреста Залізного хреста, удостоєних Хреста Воєнних Заслуг з мечами                  | 1                                          |
|  | Кавалери Почесної Відзнаки Сухопутних військ «Почесна пряжка на орденську стрічку для Сухопутних військ» | 24                                         |

- Нагороджені Сертифікатом Пошани Головнокомандувача Сухопутних військ (3)
- Нагороджені Сертифікатом Пошани Головнокомандувача Сухопутних військ за збитий літак противника (3)